# Кам'яна балка (заповідне урочище)
Кам'яна балка — заповідне урочище місцевого значення. Об'єкт розташований на території Компаніївського району Кіровоградської області, поблизу с. Мар'ївка.

## Опис
Площа заповідного урочища — 26,4 га, статус отриманий у 2000 році Рішенням Кіровоградської облради № 166.
Заповідне урочище «Кам’яна балка» створено з метою збереження природного ландшафту, рослинного та тваринного світу. 
Територія заповідного урочища розташована у помірно-континентальному кліматі, в лісостеповій природної зоні.  Кам'яна балка розташована на Придніпровській височині, в балці, з останцями кристалічних порід, на лівому березі р. Вошива, притоці Інгулу. На території урочища зустрічаються різнотравно – типчаково – ковилові ценози,  ростуть рослини, занесені до Червоної книги України, а саме: ковила волосиста (Stipa capillata L.); ковила найкрасивіша (Stipa pulcherrima K. Koch); сон лучний  (Pulsatilla pratensis (L.).  Серед мало поширених видів тут відмічені ломиніс цілолистий. Тут зустрічається ряд регіонально рідкісних видів: ховрах рябий, перепел. Із ссавців мешкають козуля європейська, заєць сірий, полівка сіра.

## Галерея

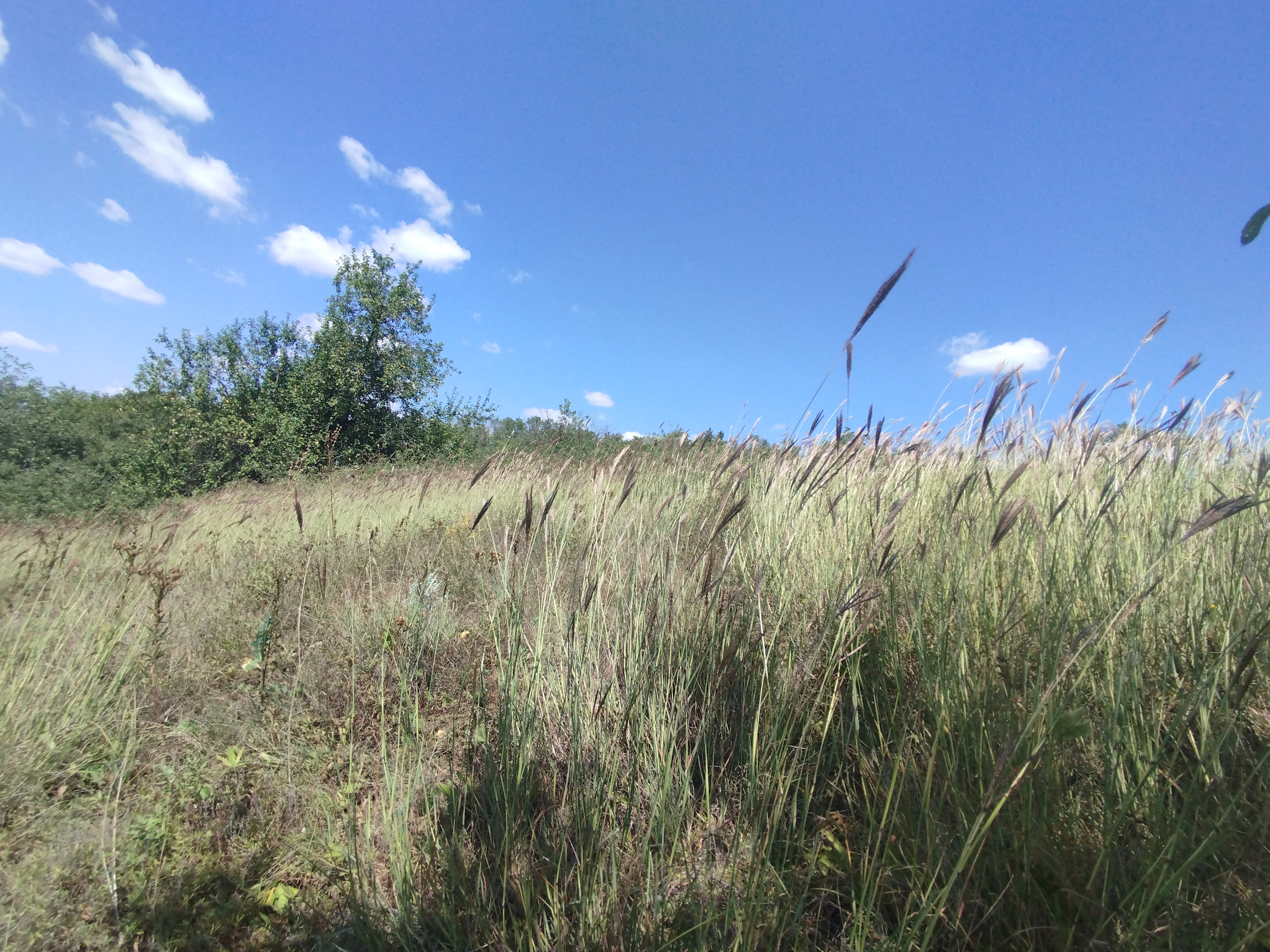
Рослинність заповідного урочища. На передньому плані - Бродач (Bothriochloa ischaemum)
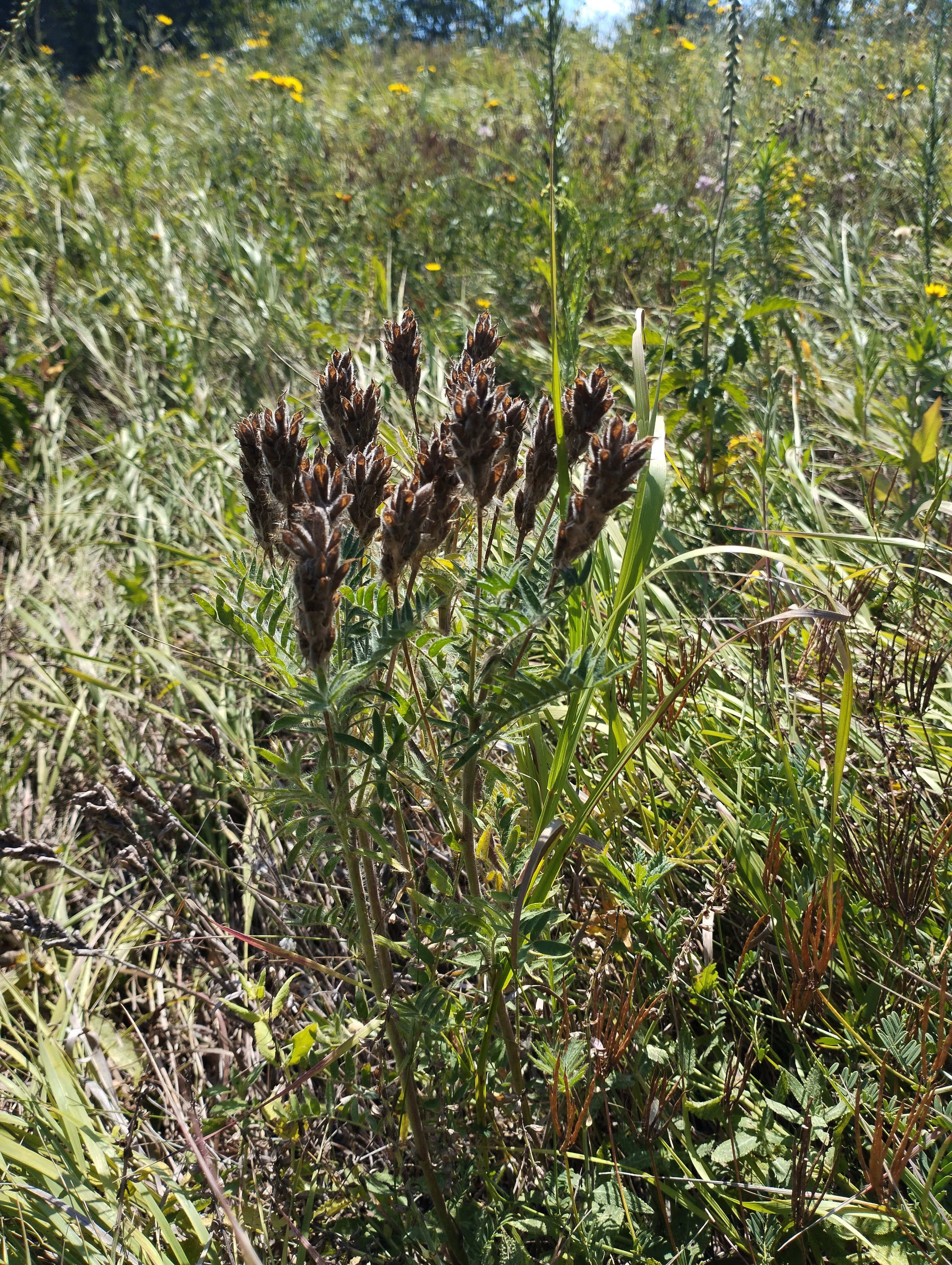
Астрагал шорсткий (з плодами)
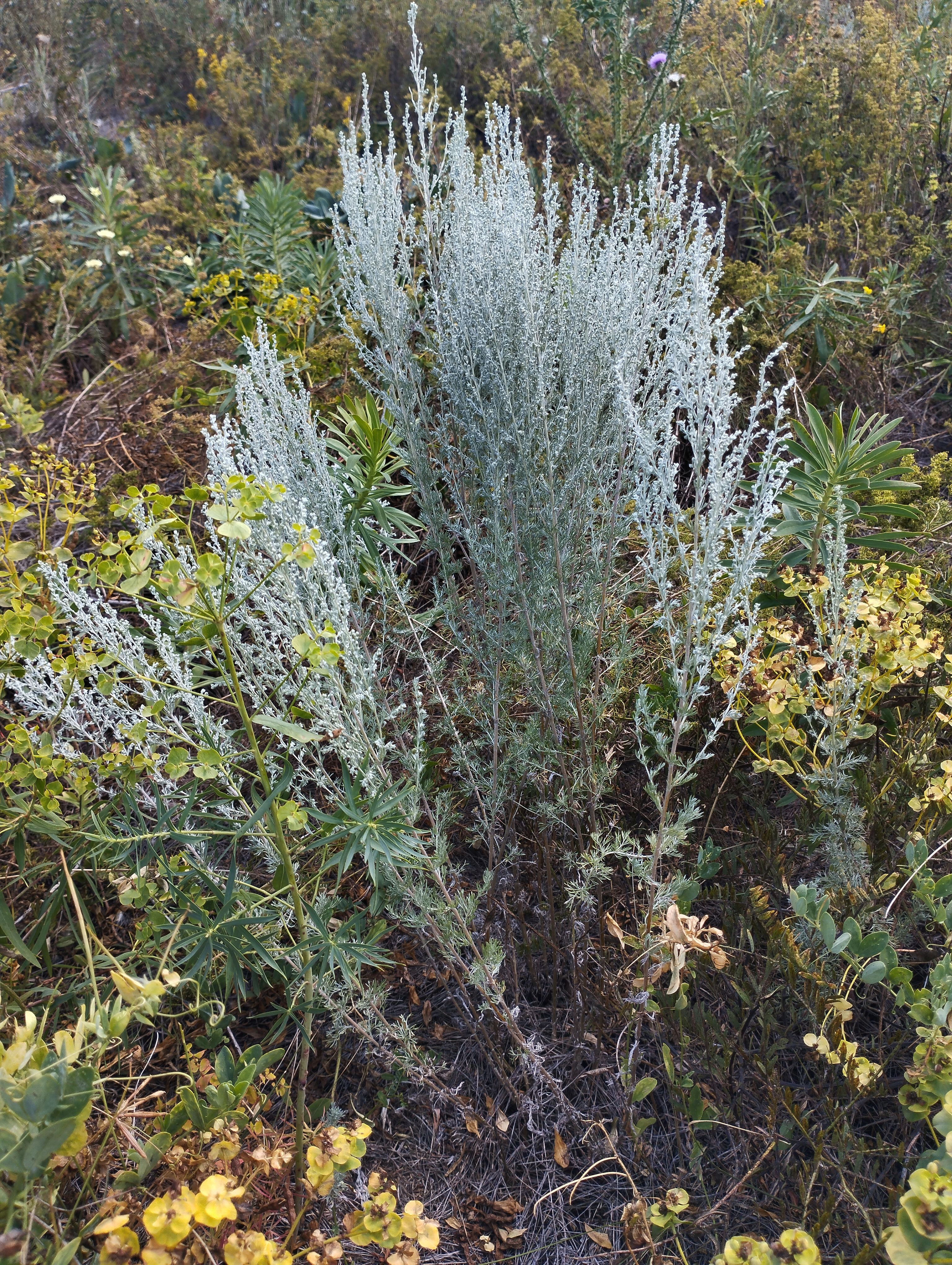
Полин гіркий
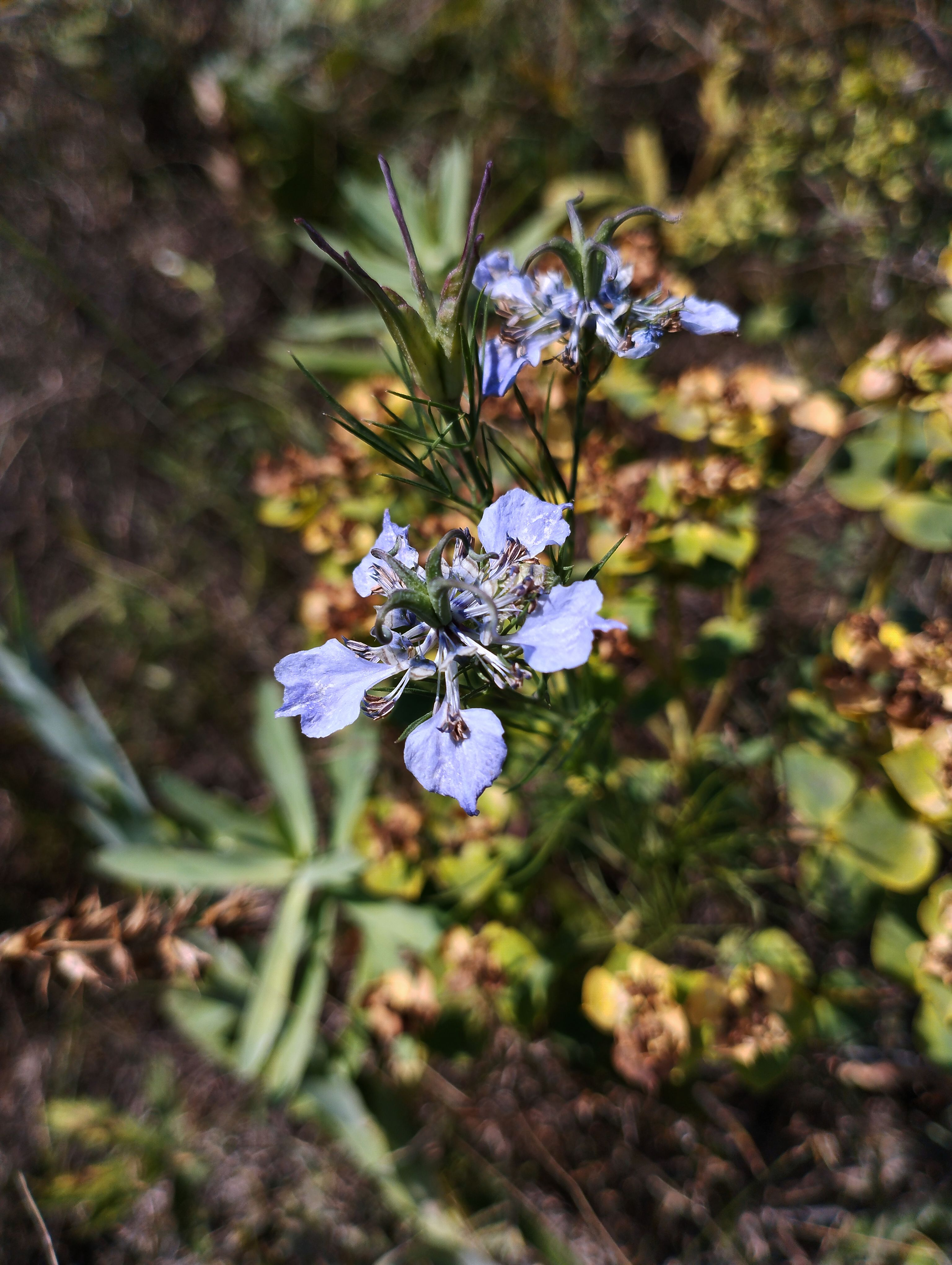
Чорнушка дамаська
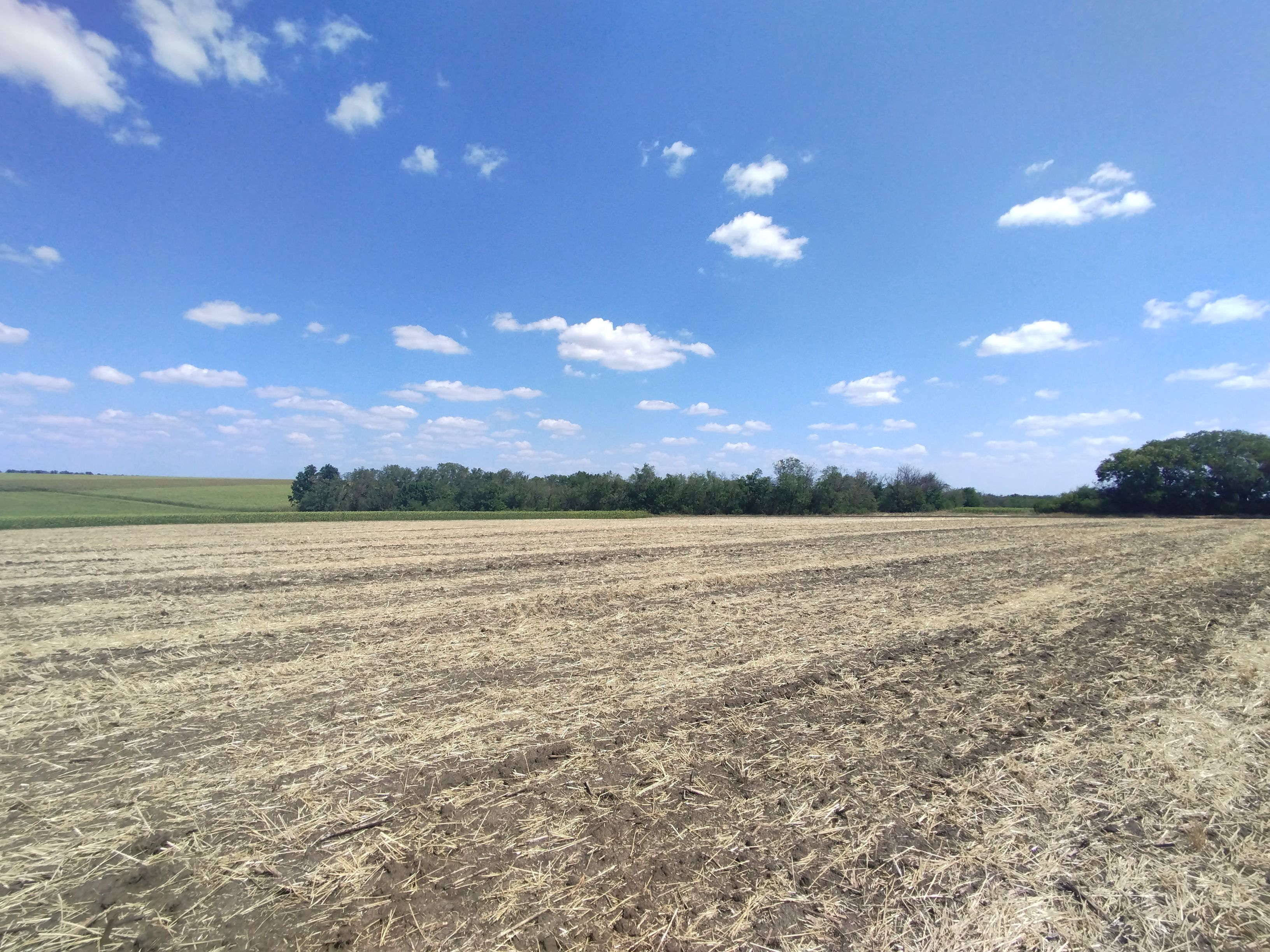
Межа урочища проходить по лісосмузі серед сільськогосподарських полів
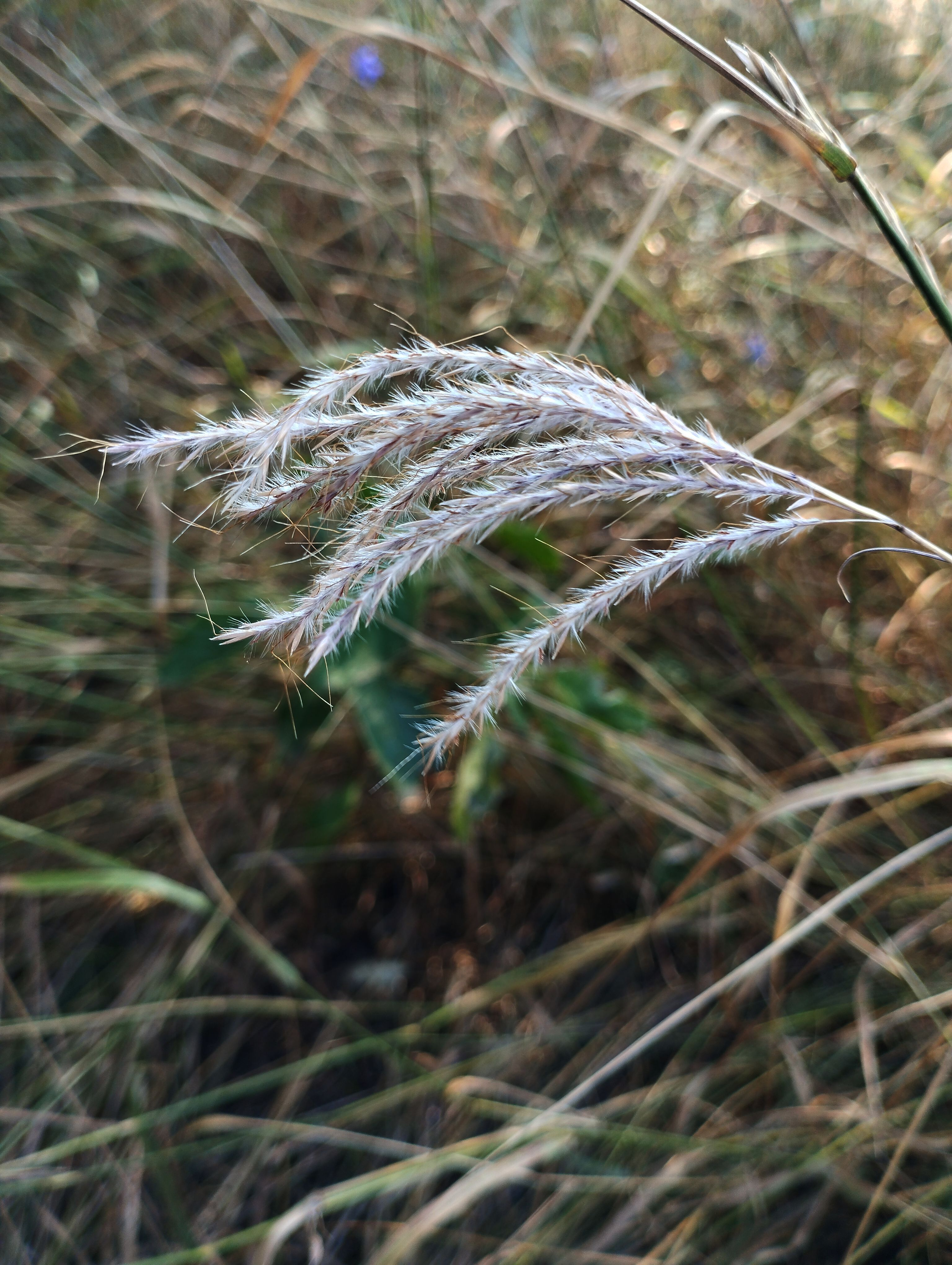
Китиця Бродача (Bothriochloa ischaemum)